# Crotaphytus nebrius
Crotaphytus nebrius är en ödleart som beskrevs av  Axtell och MONTANUCCI 1977. Crotaphytus nebrius ingår i släktet Crotaphytus och familjen Crotaphytidae. IUCN kategoriserar arten globalt som livskraftig. Inga underarter finns listade i Catalogue of Life.